# Venedor
Un venedor o proveïdor és aquella persona que té encomanada la venda dels productes o serveis d'una companyia. Segons el sector o la cultura de la companyia, pot rebre diferents noms: agent comercial, representant, executiu de compte, executiu de vendes, etc. La persona que ven productes en un comerç rep el nom de dependent i no és objecte d'aquest article. Pel seu grau de relació amb l'empresa, es poden distingir dos tipus:
- Venedors de plantilla. Estan lligats a l'empresa per contracte laboral i, per tant, tenen una relació d'exclusivitat amb aquesta.
- Agents lliures. El seu vincle amb l'empresa és a través de contracte mercantil i solen comercialitzar productes de diverses companyies. Els agents lliures, també anomenats comissionistes, només cobren un percentatge de comissió en funció del valor de les vendes realitzades. A vegades, no obstant poden cobrar percentatges addicionals si realitzen altres serveis a la companyia com:
  - emmagatzematge.
  - transport de la mercaderia pels seus mitjans.
  - gestió d'impagats: seguiment i assumpció de totes les quantitats impagades pels clients.

Les empreses escullen un tipus o altre de venedor en funció de la rendibilitat esperada a la zona, contractant venedors de plantilla per a les àrees de majors ingressos i agents lliures per mercats residuals o poc explorats.
En general, els venedors tenen assignada una àrea de venda que comprèn un determinat nombre de clients actius i potencials (el que es coneix com a cartera de clients). També solen tenir definides unes rutes de venda que representen el recorregut físic que han de fer per visitar als seus clients. Aquestes rutes poden estar numerades i distribuïdes per dies de treball segons les directrius marcades per la Direcció Comercial o de vendes. En aquest sentit, s'aconsella ser flexible amb el compliment de les rutes per poder atendre eventuals imprevistos.

## Tasques

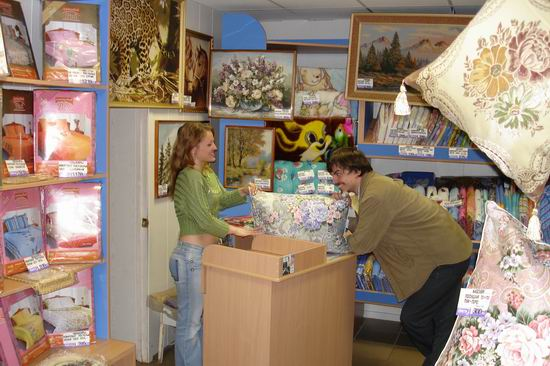
Venda

Les tasques que comprèn el treball d'un agent venedor són:
- prospecció del mercat per detectar nous clients.
- presentació i venda dels productes i serveis per mitjà de tècniques de negociació.
- recollida de comandes, (si és la política de la companyia).
- atenció de reclamacions.
- seguiment i cobrament de morosos, (si és la política de la companyia).

## Obligacions
Entre les obligacions d'un venedor figuren:
- complimentació d'un part de visites que pot incloure dades com
  - nom del client
  - objecte de la visita
  - comentaris o assumptes tractats
- informe periòdic amb el seu superior per tractar temes relacionats amb la seva activitat en el que es coneix comdespatx comercial.
- capacitació sobre el tema comercial, que oferirà als seus clients.

## Eines comercials
Per realitzar el seu treball, l'agent venedor compte en general amb els següents suports físics:
- catàleg dels productes de la companyia
- mostrari de productes
- material promocional com fullets, tríptics, presentacions en vídeo, etc.

D'altra banda, els principals instruments comercials i econòmics de què disposa són:
- descomptes sobre el preu de fàbrica. El venedor sol tenir assignat un límit màxim de descompte sobre la tarifa oficial a partir del qual ha de demanar autorització al seu superior.
- rappel per consum. Segons la cultura de la companyia, els ràpels poden concedir sobre consums trimestrals, semestrals o anuals; sobre la totalitat de les vendes o sobre alguns productes en particular.

Per fer el seguiment de les seves vendes, el venedor compta amb determinats documents d'anàlisis proporcionats de manera periòdica per la mateixa companyia. Poden incloure els següents:
- llistat de vendes de clients comparatiu amb el mateix període de l'any anterior.
- llistat de vendes de clients comparatiu amb l'objectiu assignat.
- llista de productes, models o referències venuts en comparació amb el mateix període de l'any anterior. Generalment, se solen llistar els models nous o incentivats o per a clients que han baixat en el seu volum de vendes.
- llistat de retards en el cobrament i impagats.

## Objectius i remuneració
Els venedors treballen generalment per objectius anuals que s'estableixen a finals d'any en negociació amb el seu delegat de zona, cap de vendes o director comercial (segons l'estructura comercial de la companyia). Els objectius se solen individualitzar per client i distribuir pels dotze mesos de l'any. Això facilita un seguiment continuat per part del venedor. Generalment, la seva consecució està lligada a l'obtenció de bonus o primes anuals.
La remuneració d'un venedor sol estar distribuïda en tres parts.
- Sou fix. El salari establert per contracte que es cobra mensualment.
- Comissió. Se sol fixar un percentatge de comissió sobre les vendes que també es cobra mensualment. Segons la cultura comercial de la companyia, aquest apartat pot ser fix o variable en funció de les línies de producte comercialitzades, assignant major percentatge a les de major valor afegit o major dificultat de venda.
- Bonus. Són premis pagats a final d'any en funció de la consecució de determinats objectius pactats prèviament. Aquests objectius poden estar relacionats amb la xifra de vendes o amb altres paràmetres d'interès per a la companyia com:
  - ordre, puntualitat i neteja en el seu treball.
  - reducció del nombre de reclamacions i devolucions de mercaderia.
  - introducció d'una quantitat determinada de nous productes al mercat.
  - obertura d'un determinat nombre de nous clients.

## Altres menes de venedors
- Autoventa. Venedor que lliura la mercaderia en el moment en què concreta la venda. És molt habitual en la venda ambulant de productes frescos o de consum diari en que el venedor es desplaça amb una furgoneta i descàrrega dels productes que se li sol·liciten.
- Televenedor. Persona que ven a través del telèfon, fent el que s'anomena telemàrqueting. La seva funció pot ser proactiva quan contacta al potencial client per oferir els seus productes i serveis o reactiva quan espera la trucada del client per negociar la venda.
- Botiguer